# 박현식
박현식(朴賢植, 1929년 3월 11일 ~ 2005년 8월 20일)은 전 대한민국의 야구 선수(외야수)이자 감독이다. 김진영과 더불어 "인천 야구의 대부"로 불리는 야구인이다.
'아시아의 철인'이란 별명을 가졌던 그는 1950~1970년대 최고의 홈런 타자였다. 1929년 평안남도 진남포에서 태어난 그는 7세 때 가족과 함께 인천으로 내려와서 성장했으며, 한국 전쟁 때에는 카투사로 복무하여 참전하였다. 동산중학교 시절에는 투수로 이름을 날렸지만, 금융조합연합(1949년), 육군 팀(1950년 - 1959년)을 거치며 외야수로 전향하여 활약했다. 1954년 제1회 아시아 야구 선수권 대회부터 1965년 제6회 대회까지 국가대표팀으로 연속 출전한 그는 필리핀에서 열린 제 6회 대회에서 특별상(철인상)을 받으며 ‘아시아의 철인’으로 불리게 되었다.
1968년 제일은행을 끝으로 선수 생활을 마치고 감독 생활을 시작할 때까지 20여 년간 112개의 홈런을 친 것으로 알려져 있다. 이후 제일은행의 감독을 맡았던 그는 1975년부터 1977년까지 잠시 야구를 접고 제일은행에서 은행원으로 근무했다. 1978년 경기고 야구부 감독으로 현장에 복귀한 후, 하위에 속했던 팀을 화랑대기 전국고교야구대회 준우승, 봉황대기 4강으로 올려 놓았다.
대한야구협회에서 경기 이사와 심판 이사로 일한 후, 1981년 12월 15일 인천 연고의 삼미 슈퍼스타즈의 창단 감독에 취임했는데 한때 MBC 청룡 창단 감독 물망에 올랐으나 50대 중반이라 좌절됐고 본인(박현식) 외에도 김동엽 김영덕 배성서 등이 거론됐지만 해태행(김동엽) OB행(김영덕) 비중-인지도 면에서 못 미친 점(배성서) 탓인지 무산됐으며 난항 끝에 백인천이 초대 감독으로 선임됐고 이 과정에서 백 감독의 동기인 이재환 유백만이 코치로 발탁됐다. 비록 13경기(3승 10패)만에 감독 자리에서 해임되며 KBO 리그 역대 최단명 감독의 기록을 남겼지만, 그의 후임이었던 이듬해 김진영 감독이 불미스러운 일로 일선에서 지휘를 할 수 없게 되자 잠시 삼미 슈퍼스타즈로 돌아와서 감독 대행을 맡기도 했다.
1984년부터 1989년까지 KBO의 심판 위원장을 역임하였고, 1991년 LG 트윈스 2군 감독을 맡은 것을 끝으로 야구계에서 물러났다.
말년에는 위암으로 투병하여 시한부 선고를 받았고, 타계하기 1달 전이었던 2005년 7월 16일 인천 문학야구장에서 열린 올스타전의 시구를 맡아 마지막 모습을 보였다. 2005년 8월 20일 새벽에 서울에서 세상을 떠난 후, 경상북도 영천시 고경면 청정리 소재 참전용사 묘역인 국립영천호국원에 안장되었다.
한편, 선수 은퇴 후 골프에 정열을 쏟아 골프에서도 두각을 드러냈으며 이를 계기로 후배 야구선수 유백만에게 골프를 전수했는데 유백만의 초등학교(초량) 후배인 개그맨 이경규는 연예계에서 대표적인 싱글플레이어로 유명하고 유백만과 야구 동기이자 본인(박현식) 등 MBC 청룡 초대 감독 후보에 올랐던 사람들이 이런저런 사정으로 고사한 뒤 천신만고 끝에 MBC 초대 감독이 된 백인천은 일본 프로야구 입단부터 골프를 배웠으며 프로 원년 당시 주전이었던 김재박 이광은 하기룡 등이 이 때부터 골프를 배웠다.

## 가족 관계
- 박현명 : (큰 형)
- 박현덕 : (둘째 형)